# Western Global Airlines
Western Global Airlines, LLC es una aerolínea Estadounidense de carga. Su base se encuentra en Estero, Florida. La aerolínea ofrece vuelos comerciales de carga, servicios Chárter y militares. Su hub es el Aeropuerto Internacional Southwest Florida en Fort Myers, Florida.

## Flota
A agosto de 2023 la flota de, Western Global Airlines se compone de las siguientes aeronaves, con una edad media de 28,5 años.
| Aeronave                 | En servicio | Órdenes | Notas |
| ------------------------ | ----------- | ------- | ----- |
| Boeing 747-400BCF        | 2           | —       |       |
| Boeing 747-400BDSF       | 1           | —       |       |
| Boeing 747-400F          | 1           | —       |       |
| McDonnell Douglas MD-11F | 17          | —       |       |
| Total                    | 21          | —       |       |